# حارة باراشد (الضليعة)
'

تعديل مصدري - تعديل

حارة باراشد هي إحدى قرى عزلة الضليعة بمديرية الضليعة التابعة لمحافظة حضرموت، بلغ تعداد سكانها 35 نسمة حسب تعداد اليمن لعام 2004.